# Groupe CILAM Pôle Agro-Alimentaire
 (février 2025).
Motif : Où sont les sources secondaires démontrant une notoriété encyclopédique ?
- Archive Wikiwix
- Bing
- Cairn
- DuckDuckGo
- E. Universalis
- Gallica
- Google
- G. Books
- G. News
- G. Scholar
- Persée
- Qwant
- (zh) Baidu
- (ru) Yandex
- (wd) trouver des œuvres sur Wikidata

| 1. | Préciser le motif de la pose du bandeau. | Précisez le motif de la pose du bandeau en utilisant la syntaxe suivante : {{admissibilité à vérifier\|date=juillet 2025\|motif=remplacez ce texte par le motif}}                                       |
| 2. | Informer les utilisateurs concernés.     | Pensez à avertir le créateur de l'article, par exemple, en insérant le code ci-dessous sur sa page de discussion : {{subst:avertissement admissibilité à vérifier\|Groupe CILAM Pôle Agro-Alimentaire}} |

 (février 2025).
La Compagnie laitière des Mascareignes (CILAM) est une entreprise agroalimentaire basée à La Réunion, spécialisée dans la transformation et la distribution de produits laitiers, de boissons et d'eau de source. Fondée en 1964, elle possède son siège social à Saint-Denis et ses principales installations industrielles à Saint-Pierre.

## Historique
Dans les années 1960, La Réunion voit émerger une politique publique de soutien au développement agricole. En 1962, la SICA Lait est créée pour structurer la filière laitière locale. La CILAM est fondée en novembre 1964, dans le cadre d’un programme visant à favoriser la production locale et à répondre aux besoins nutritionnels de la population.
La première usine, implantée à Bas de la Rivière à Saint-Denis, devient opérationnelle en 1966 et fournit initialement du lait aux écoles primaires de l'île. Au fil des années, l’entreprise diversifie ses activités et devient un acteur clé du secteur agroalimentaire réunionnais.

## Activités et production
CILAM transforme environ 85 % de la production locale de lait frais, soit environ 15,5 millions de litres par an. L’entreprise achète également 2 200 tonnes de sucre et 150 tonnes de fruits produits localement.
Elle fabrique et commercialise plusieurs marques locales et internationales, réparties en six segments :
- lait UHT : Candia, Lovelac ;
- boissons rafraîchissantes sans alcool : Diego, Réa, Caresse Créole, Kalao ;
- produits laitiers frais : Yoplait, Piton des Neiges ;
- glaces : Pilpa, Piton des Neiges, Boudou ;
- fromages : Fromages de La Réunion ;
- eau : Australine.

## Développement et expansion
En réponse à une demande croissante, un site industriel de 20 000 m² est construit en 1975 à Saint-Pierre, afin de regrouper et d’optimiser la production. L’entreprise s’est développée à travers des acquisitions et des partenariats, incluant notamment Sicalait et la création de filiales telles que Glaces de Bourbon, Fromageries de Bourbon, SEBV, et Laiterie de Mayotte.

## Impact économique et social
CILAM participe au maintien de la filière laitière réunionnaise et soutient les producteurs agricoles locaux. L’entreprise joue également un rôle dans la transformation et la commercialisation de produits issus de l'agriculture réunionnaise.